# Reyersviller
Reyersviller (deutsch Reyersweiler) ist eine französische Gemeinde mit 380 Einwohnern (Stand 1. Januar 2022) im Département Moselle in der Region Grand Est (bis 2015 Lothringen). Sie gehört zum Arrondissement Sarreguemines und zum Kanton Bitche.

## Geografie
Die Gemeinde Reyersviller liegt im äußersten Nordosten Lothringens, nahe der Grenze zum deutschen Bundesland Rheinland-Pfalz. Im Nordosten grenzt die Kleinstadt Bitche an Reyersviller. Das Gemeindegebiet von Reyersviller ist Teil des Regionalen Naturparks Nordvogesen und des Biosphärenreservates Pfälzerwald-Nordvogesen. Zur Gemeinde gehört der Ortsteil Schwangerbach.

## Geschichte
Erstmals erwähnt wurde das Dorf im Jahre 1577 als Reihersweiler.
Das Gemeindewappen zeigt mit den Alérions auf rotem Schrägbalken die frühere Zugehörigkeit zum Herzogtum Lothringen. Die Herzöge hatten die Herrschaft an die Familie Fleckenstein verpfändet, deren Symbol die grünen Balken auf silbernem Grund waren.

### Bevölkerungsentwicklung
| Jahr      | 1793 | 1896 | 1954 | 1982 | 1990 | 1999 | 2006 | 2019 |
| Einwohner | 388  | 377  | 366  | 376  | 382  | 361  | 368  | 375  |

## Sehenswürdigkeiten

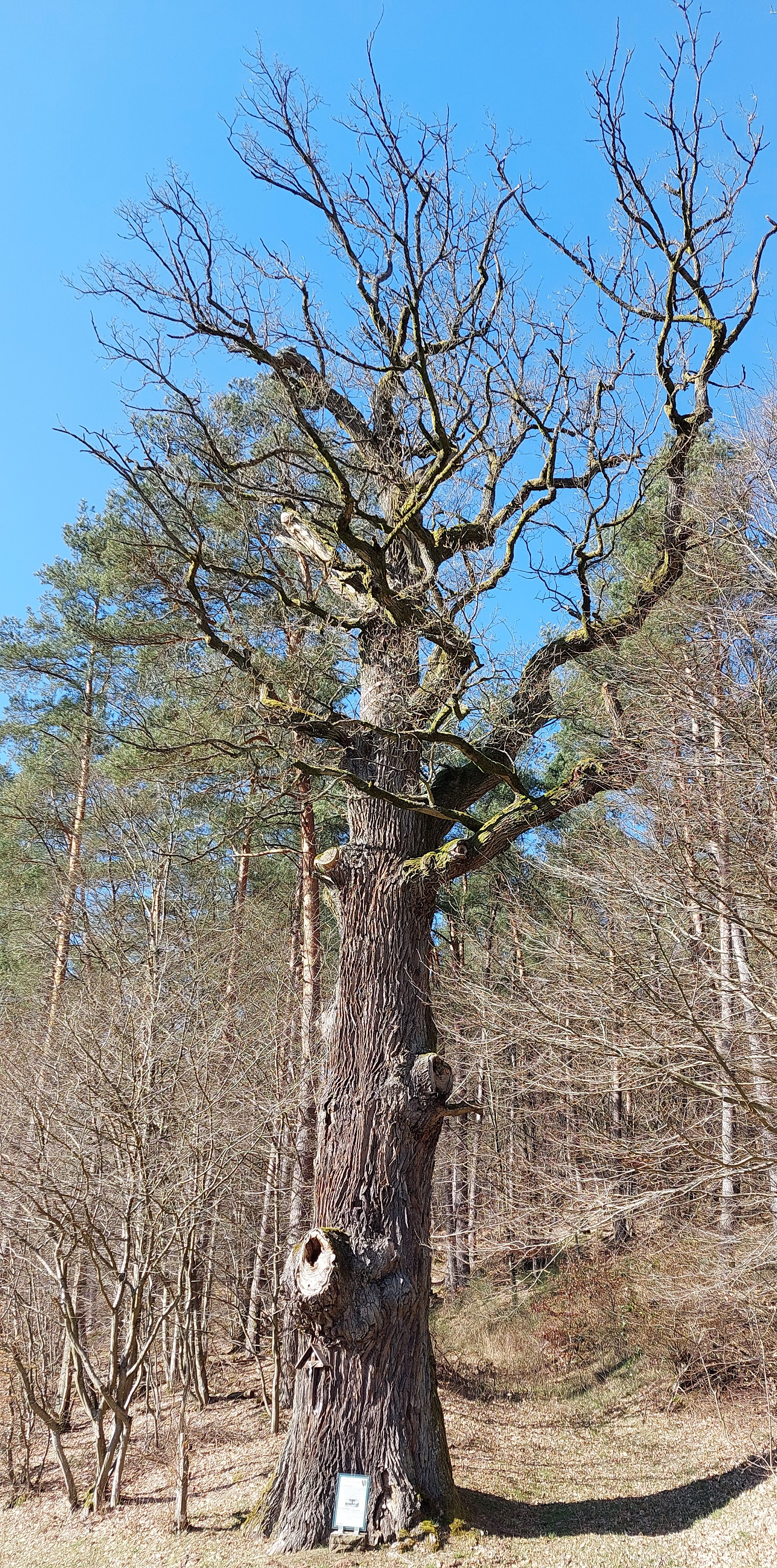
Schwedeneiche

- Kirche Saint-Bernard von 1956
- sog. Schwedeneiche

## Belege
1. ↑  Wappenbeschreibung auf genealogie-lorraine.fr (französisch)